# Esterházy-paloták (Sopron)

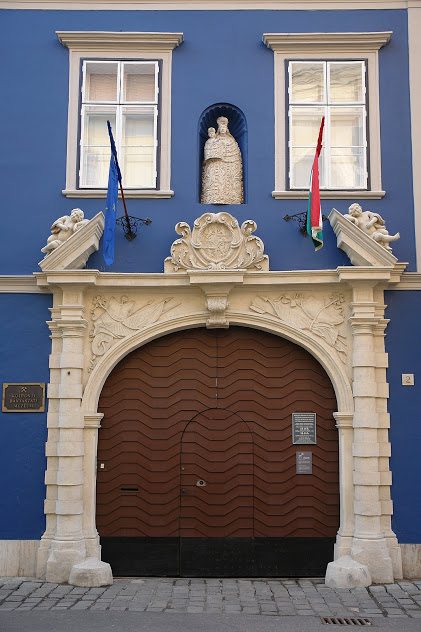
Sopron, Templom u. 2.

Az Esterházyak két soproni palotája középkori alapokon épült kora barokk stílusban, a 17. században. Történetüket többé-kevésbé az 1972–1977 közötti építészettörténeti kutatás tárta fel.
Három szobában 1780 körül készült késő barokk ornamentális festés látható.

## Első épület, Templom u. 2.
Legrégibb traktusa a 14. században, a mai északi szárny helyén épült. A házat Zsigmond király uralkodása alatt egy gazdag polgárcsalád tulajdona volt: ők bővítették a U alaprajzúra. Ma is láthatók az akkori ház egyes részletei, így a boltozatos istálló, a kapualj ülőfülkéi és ablakai, a pince félköríves hordóállásai és az emeleti előtér gótikus ablaka. 
A 16-17. században eleinte a városkapitányok szállása volt. Ez idő tájt épült a nyugati szárny, ekkor alakították ki a ház mai, zárt alakját. 1560 és 1650 között késő reneszánsz stílusban alakították át: homlokzatát párkányokkal vízszintes övekre osztották, erős konzolokra nagyablakos erkélyeket építettek, az új, kétszárnyú kapu övpárkánya alá hadi jelvényeket helyeztek el. A belső udvart a loggiás-árkádossá alakították, megépítették az utcai nagypince középpilléres boltozatos termét. Ebben a korban főleg prédikátorok és városi tisztségviselők laktak a házban.
A török kiűzése utáni békeidőben a város a házat magánkézbe adta. A városi nyilvántartó könyvek szerint előbb a Resch, majd az Amade és a Somogyi család tulajdona volt. 
Új korszak akkor kezdődött a palota életében, amikor Esterházy „Fényes” Miklós megvásárolta, és a már 1614 óta a család birtokában lévő, szomszédos ház mintájára barokk stílusban átépítette. Ekkor alakították ki az épület mai homlokzatát, tették a kapu fölé a család 18. századi domborműves címerét, a homlokzati félkörös fülkébe pedig a máriacelli kegyszobor másolatát. (A szobor háttere barokk kagylódísz, Madonna ruháinak redői reneszánsz stílusú faragványok.) Erőteljesen átépítették a ház belső tereit: kitágították a lépcsőházat, kialakítottak egy reprezentatív lakosztályt, átalakították a földszintet, kibővítették az istállót és kocsiszínt építettek az udvar végében. Magához az udvarhoz azonban nem nyúltak: az megtartotta 17. századi formáját az első emeletek toszkán oszlopokon nyugvó, kosáríves árkádjaival. Ugyancsak toszkán félpillérek díszítik a csehsüvegboltozatú kapualjat, aminek jobb oldaláról indul a baluszteres kőkorlátú lépcsőház.
1957 októberében ebben az épületben nyitották meg a Központi Bányászati Múzeumot.

## Második épület, Templom u. 2.
Ebben az épületben állapították meg 1921-ben az antant hatalmak képviselői a soproni népszavazás számunkra kedvező eredményét. Később itt kapott helyet az Erdészeti, Faipari és Földmérés-történeti Gyűjtemény. 